# 小説家一覧
小説家一覧（しょうせつかいちらん）
ウィキペディア内に記事が存在する人物を中心とする。

## アジア

### イスラエル
- アハロン・アッペルフェルド（出身はルーマニア）
- エフライム・キション
- デイヴィッド・グロスマン

### インド
- アラヴィンド・アディガ
- クリシュナ・バルデーオ・ヴァイド
- アミタヴ・ゴーシュ
- ビーシュム・サーヘニー
- クシュワント・シン
- カルパナ・スワミナタン
- ヴィカス・スワラップ
- ラビンドラナート・タゴール
- シャシ・タルール
- クリシャン・チャンダル
- キラン・デサイ
- アショーカ・バンカー
- マンヌー・バンダーリー
- ウダイ・プラカーシ
- ムンシー・プレームチャンド
- パドマ・ヴェンカトラマン
- タラションコル・ボンドパッダエ
- ビブティブション・ボンドパッダエ
- サタジット・レイ
- アルンダティ・ロイ

### インドネシア
- プラムディヤ・アナンタ・トゥール
- アルメイン・パネ
- ユディスティラ・ANM・マサルディ
- アイプ・ロシディ

### 韓国
- 安正孝
- 安寿吉
- 李垠 (小説家)
- 李恩成
- 李璟子
- 李祭夏
- イ・ジョンホ (小説家)
- イ・スグァン
- 李舜源
- イ・チャンドン
- 李清俊
- 李恵敬
- 李浩哲
- 李文烈
- 李文求
- 李仁星
- 李仁和
- 李起昊
- 李均永
- 李承雨
- 李東河
- 李万教
- 林達永
- 林哲佑
- 李無影
- 李潤基
- 尹白南
- 殷熙耕
- 呉圭原
- 呉水娟
- 呉貞姫
- 呉永寿
- 呉尚原
- 姜石景
- カン・ビョンユン
- カン・ミョンウン
- 金愛爛
- 金勁旭
- キム・サンホン
- 金周栄 (小説家)
- 金辰明
- 金承鈺
- 金聖鍾
- 金聖東
- 金琸桓
- 金重明
- 金来成
- 金河杞
- キム・ビョラ
- 金炳彦
- 金薫
- 金衍洙
- 金英夏
- キム・リョリョン
- 金仁淑
- 金源祐
- 金知原
- 金重赫
- 金采原
- 金東里
- 金溶益
- 金永顯
- 具常
- 具孝書
- 郭在九
- 孔枝泳
- 孔善玉
- 崔貞熙
- 申京淑
- 徐河辰
- 徐永恩
- 徐廷仁
- 鮮于煇
- 宋基元
- 成碩濟
- 宋基淑
- 宋榮
- 崔仁勲
- 崔允
- 崔仁浩
- 崔一男
- 崔秀哲
- 蔣正一
- 朱耀燮
- 趙廷来
- 趙善作
- 鄭漢淑
- 趙京蘭
- 趙世熙
- 趙星基
- 趙海一
- 鄭梨賢
- チョン・ウングォル
- 全鏡潾
- 全商国
- 千雲寧
- 鄭鎭圭
- 鄭賛
- 鄭美景
- 田栄沢
- 鄭泳文
- デュナ
- 南廷賢
- 河瑾燦
- 朴景利
- 朴常隆
- 朴晟源
- 朴範信
- 朴玟奎
- 朴栄漢
- 朴婉緒
- 朴泰洵
- 權汝宣
- 河成蘭
- 韓江 (小説家)
- パン・ジェウォン
- 韓水山
- ハン・ドンジン
- 韓末淑
- 韓戊淑
- 方榮雄
- 姜龍訖
- 韓勝源
- 韓昌勳
- 玄基栄
- 玄吉彦
- 片恵英
- 黄順元
- ファン・セヨン
- 黄晳暎
- 裵琇亞
- 白佳欽
- 卜鉅一
- 朴鍾和
- 洪盛原
- 馬光洙
- 梁貴子
- 劉賢鐘
- 尹大寧
- 尹厚明
- 尹興吉
- 柳在用
- 麗羅 (小説家)
- 廉想渉

### カンボジア
- ヌー・ハーイ

### スリランカ
- マーティン・ウィクラマシンハ
- アーサー・C・クラーク

### タイ王国
- ルワン・ウィチットワータカーン
- スチャート・サワッシー
- シーブーラパー
- チャオプラヤー・タンマサックモントリー
- ナラーティッププラパンポン
- ナリッサラーヌワッティウォン
- スントーン・プー
- チット・プーミサック

### 中国
- 疑遅
- 金庸
- 古丁
- 古龍
- 爵青
- 蕭紅
- 小松
- 張承志
- 鄭義
- 巴金
- 白行簡
- 莫言
- 賈平凹
- 李公佐
- 梁羽生
- 老舎
- 魯迅
- 郁秀
- 残雪
- 和菜頭
- 韓寒

### トルコ
- ハリデ・エディプ・アドゥヴァル
- アッティラ・イルハン
- ヤシャル・ケマル
- ラティフェ・テキン
- オルハン・パムク
- サイト・ファーイク

### 日本
日本の小説家一覧を参照。

### パキスタン
- アフマド・ナディーム・カースミー
- ハディージャ・マストゥール

### パレスチナ
- ガッサーン・カナファーニー

### バングラデシュ
- セリナ・フセイン
- ハッサン・アジズル・ホク
- ショイヨド・ワリウッラー

### ベトナム
- ズオン・トゥー・フォン
- ソット・ポーリン
- タック・ラム
- パル・ヴァンナリーレアク
- マイ・ソン・ソティアリー
- レ・リュー

### ミャンマー
- マァウン・ティン

## ヨーロッパ

### アイルランド
- エドナ・オブライエン
- ベネディクト・カイリー
- ダレン・シャン
- ジェイムズ・ジョイス
- ジョージ・バーナード・ショー
- ジョナサン・スウィフト
- ローレンス・スターン
- ブラム・ストーカー
- ロード・ダンセイニ
- アーサー・コナン・ドイル
- ロディ・ドイル
- ウィリアム・トレヴァー
- サミュエル・ベケット
- ジョン・マクガハン
- シェリダン・レ・ファニュ
- オスカー・ワイルド

### アルバニア
- イスマイル・カダレ
- テレンス・マリック

### イギリス
イギリスの小説家一覧を参照。

### イタリア
- エドモンド・デ・アミーチス
- ウンベルト・エーコ
- アルフレード・オリアーニ
- バルダサーレ・カスティリオーネ
- イタロ・カルヴィーノ
- シルヴァーナ・ガンドルフィ
- カルロ・コッローディ
- エミリオ・サルガーリ
- エドアルド・サングイネーティ
- イタロ・ズヴェーヴォ
- アントニオ・タブッキ
- ガブリエーレ・ダンヌンツィオ
- グラツィア・デレッダ
- ルスティケロ・ダ・ピサ
- ルイジ・ピランデルロ
- ジョヴァンニ・ヴェルガ
- ディーノ・ブッツァーティ
- アッリーゴ・ボーイト
- アレッサンドロ・マンゾーニ
- アルベルト・モラヴィア
- プリーモ・レーヴィ
- ガヴィーノ・レッダ
- ジュリオ・アンジョーニ

### オーストリア
ドイツ語作家の一覧も参照。
- ペーター・アルテンベルク
- エルフリーデ・イェリネク
- フランツ・ヴェルフェル
- カール・クラウス
- レーオポルト・フォン・ザッハー＝マゾッホ
- フェーリクス・ザルテン
- アルトゥル・シュニッツラー
- シュテファン・ツヴァイク
- ヘルマン・バール
- ヘルマン・ブロッホ
- リヒャルト・ベーア＝ホフマン
- フーゴ・フォン・ホーフマンスタール
- ヨーゼフ・ロート

### オランダ
- ヤンウィレム・ヴァン・デ・ウェテリンク
- ヤン・ヴォルカース
- ルイ・クペールス
- セース・ノーテボーム
- ヘラ・S・ハーセ
- ロバート・ファン・ヒューリック
- ハリー・ムリシュ
- ムルタトゥーリ

### スウェーデン
- ヨハン・アウグスト・ストリンドベリ
- ルーネル・ヨンソン
- セルマ・ラーゲルレーヴ
- アストリッド・リンドグレーン

### スペイン
- マクス・アウブ
- ラファエル・アスコナ
- アソリン
- フランシスコ・アヤラ (作家)
- レオポルド・アラス
- ペドロ・アントニオ・デ・アラルコン
- フェルナンド・アランブル
- マテオ・アレマン
- エンリーク・ヴァロール・イ・ヴィーヴェス
- ミゲル・デ・ウナムーノ
- エスピード・フレイレ
- ルシア・エチェバリア
- ラウラ・ガジェゴ・ガルシア
- アドルフォ・ガルシア・オルテガ
- アルムデナ・グランデス・エルナンデス
- フアン・ゴイティソーロ
- カルロス・ルイス・サフォン
- ホセバ・サリオナンディア
- ラファエル・サンチェス・フェルロシオ
- カミーロ・ホセ・セラ
- ハビエル・セルカス
- ミゲル・デ・セルバンテス
- ロサ・チャセル
- ミゲル・デリーベス
- マルーハ・トーレス
- サンティアーゴ・パハーレス
- アンドレス・バルバ
- ピオ・バローハ
- アントニア・ビセンス・イ・ピコルネリ
- エンリーケ・ビラ＝マタス
- ビセンテ・ブラスコ・イバニェス
- ベニート・ペレス・ガルドス
- アルトゥーロ・ペレス＝レベルテ
- アナ・マリア・マトゥテ
- ハビエル・マリアス
- フアン・マルセー
- フアン・ホセ・ミリャス
- アントーニオ・ムーニョス・モリーナ
- フアン・ハシント・ムーニョス・レンヘル
- キム・ムンゾー
- フリオ・リャマサーレス
- エルビラ・リンド
- ドロレス・レドンド

### チェコ
- イヴァン・クリーマ
- フランツ・カフカ
- エリシュカ・クラースノホルスカー
- ミラン・クンデラ
- カレル・サビナ
- アーダルベルト・シュティフター
- アヴィグドル・ダガン
- カレル・チャペック
- ヤロスラフ・ハシェク
- マックス・ブロート

### デンマーク
- ハンス・クリスチャン・アンデルセン
- ヨハネス・ヴィルヘルム・イェンセン
- アナセン・ネクセー
- イェンス・フィンク＝イェンセン
- イエンス・ペーター・ヤコブセン

### ドイツ
ドイツ語作家の一覧も参照。
- ヨーゼフ・フォン・アイヒェンドルフ
- ベッティーナ・フォン・アルニム
- アルフレート・アンデルシュ
- ラルフ・イーザウ
- ヤーコプ・ヴァッサーマン
- クリスタ・ヴォルフ
- ミヒャエル・エンデ
- パウル・カレル
- ハンス・ヘルムート・キルスト
- ヨハンナ・キンケル
- ギュンター・グラス
- ヨハン・ヴォルフガング・フォン・ゲーテ
- エーリヒ・ケストナー
- ネリー・ザックス
- エルンスト・フォン・ザロモン
- パウル・シェーアバルト
- ハンス・ヨアヒム・シェートリヒ
- パトリック・ジュースキント
- テオドール・シュトルム
- ドロテーア・シュレーゲル
- アルノルト・ツヴァイク
- ルートヴィヒ・ティーク
- ノヴァーリス
- ゲアハルト・ハウプトマン
- ジャン・パウル
- ハンス・クナイフェル
- テオドール・フォンターネ
- フリードリヒ・フーケ
- ブルーノ・フランク
- クレメンス・ブレンターノ
- ヘルマン・ヘッセ
- ルートヴィヒ・ベルネ
- ハインリヒ・ベル
- E.T.A.ホフマン
- ワルデマル・ボンゼルス
- クラウス・マン
- トーマス・マン
- ハインリヒ・マン
- エルンスト・ユンガー
- ウーヴェ・ヨーンゾン
- クルト・リュートゲン
- エーリヒ・マリア・レマルク

### ノルウェー
- クリスチャン・クローグ
- ヨースタイン・ゴルデル
- クヌート・ハムスン
- ビョルンスティエルネ・ビョルンソン
- アルフ・プリョイセン

### ハンガリー
- エフライム・キション
- アーサー・ケストラー
- ケルテース・イムレ
- バロネス・オルツィ
- クラスナホルカイ・ラースロー

### フィンランド
- トーベ・ヤンソン
- ミカ・ワルタリ

### フランス
フランスの小説家一覧を参照。

### ベルギー
- アメリー・ノートン
- ジョルジュ・シムノン
- ヒューバート・ランポ

### ポーランド
- ショーレム・アッシュ
- ジョーゼフ・オパトシュ
- ジャージ・コジンスキー
- ヤヌシュ・コルチャック
- ヴィトルド・ゴンブローヴィッチ
- ヘンリク・シェンキェヴィチ
- ブルーノ・シュルツ
- イェジー・フィツォフスキ
- スタニスワフ・レム

### ポルトガル
- フィアーリョ・デ・アルメイダ
- エッサ・デ・ケイロス
- ジョゼ・サラマーゴ
- テオフィロ・ブラガ
- フェルナンド・ペソア
- アントニオ・ロボ・アントゥーネス

### ルーマニア
- ミルチャ・エリアーデ
- エミール・シオラン

### ロシア
- ボリス・アクーニン
- ウラディミール・アルセーニエフ
- マルク・アルダーノフ
- セルゲイ・アントーノフ
- ニコラーイ・オストロフスキー
- イワン・エフレーモフ
- ヴィクトル・エロフェーエフ
- ブラート・オクジャワ
- ニコライ・ゴーゴリ
- マクシム・ゴーリキー
- イワン・ゴンチャロフ
- ボリス・サヴィンコフ
- エヴゲーニイ・ザミャーチン
- ミハイル・ショーロホフ
- アレクサンドル・ソルジェニーツィン
- ユーリー・ダニエリ
- ニコライ・チェルヌイシェフスキー
- アントン・チェーホフ
- イワン・ツルゲーネフ
- ユーリ・トゥイニャーノフ
- セルゲイ・ドヴラートフ
- フョードル・ドストエフスキー
- レフ・トルストイ
- アレクセイ・ニコラエヴィッチ・トルストイ
- ウラジーミル・ナボコフ
- ボリス・パステルナーク
- アンドレイ・ビートフ
- アレクサンドル・プーシキン
- イヴァン・ブーニン
- ミハイル・ブルガーコフ
- ヴィクトル・ペレーヴィン
- アレクサンドラ・マリーニナ
- セルゲイ・ルキヤネンコ
- ミハイル・レールモントフ
- リュドミラ・ウリツカヤ

## 北アメリカ

### アメリカ合衆国
- アメリカ合衆国の小説家一覧参照。

### カナダ
- マーガレット・アトウッド
- ヴァレリー・アルヴェ
- ネリー・アルカン
- ロバート・チャールズ・ウィルスン
- A・E・ヴァン・ヴォークト
- ジョー・ウォルトン
- デボラ・エリス
- ケネス・オッペル
- マイケル・オンダーチェ
- エレノア・カメロン
- ウイリアム・パトリック・キンセラ
- ダグラス・クープランド
- サラ・グルーエン
- ガイ・ゲイブリエル・ケイ
- レナード・コーエン
- ジョイ・コガワ
- マイクル・コニイ
- リンゼイ・サンズ
- アキ・シマザキ
- マイケル・スレイド
- ロバート・J・ソウヤー
- エリザベス・ソーントン
- コリイ・ドクトロウ
- ウェイランド・ドルー
- ロバート・バー
- アンドリュー・パイパー
- A・S・A・ハリスン
- メアリ・バログ
- ナンシー・ヒューストン
- アラン・ブラッドリー
- アーサー・ヘイリー
- ルイーズ・ペニー
- ナロ・ホプキンスン
- ヤン・マーテル
- ロス・マクドナルド
- エイミー・マッケイ
- ディヴィッド・マレル
- アリス・マンロー
- O・R・メリング
- L・M・モンゴメリ
- ジェフ・ライマン
- トム・ラックマン
- ホセ・ラトゥール
- ダニー・ラフェリエール
- セルジュ・ラモット
- ジョージ・リガ
- モルデカイ・リッチラー
- チャールズ・デ・リント
- ガブリエル・ロワ
- ピーター・ワッツ

### メキシコ
- マリアノ・アスエラ
- ロドルフォ・ウシグリ
- パコ・イグナシオ・タイボ二世
- ギレルモ・デル・トロ
- ホセ・エミリオ・パチェーコ
- フアン・ビジョーロ
- カルロス・フエンテス
- ホルヘ・ボルピ
- フェルナンダ・メルチョール
- クリスティーナ・ラスコン
- フアン・ルルフォ
- アルフォンソ・レイエス

## 南アメリカ

### アルゼンチン
- フリオ・コルタサル
- マヌエル・プイグ
- ホルヘ・ルイス・ボルヘス

### ウルグアイ
- フアン・カルロス・オネッティ

### ガイアナ
- エドワード・R・ブレイスウェイト

### キューバ
- レイナルド・アレナス
- アレホ・カルペンティエル
- ギリェルモ・カブレラ＝インファンテ

### コロンビア
- ガブリエル・ガルシア＝マルケス

### ハイチ
- フランケチエンヌ

### ブラジル
- マシャード・デ・アシス
- ジョルジェ・アマード
- ジョゼ・デ・アレンカール
- パウロ・コエーリョ
- ギマランイス・ローザ

### ペルー
- マリオ・バルガス＝リョサ

### チリ
- イサベル・アジェンデ
- ルイス・セプルベダ
- ホセ・ドノソ
- ロベルト・ボラーニョ

## アフリカ

### アルジェリア
- カテブ・ヤシーン
- ヤスミナ・カドラ

### アンゴラ
- ジョゼ・エドゥアルド・アグアルーザ
- ペペテラ

### エジプト
- ユースフ・イドリース
- ターハー・フセイン
- ナギーブ・マフフーズ
- アリーファ・リファアト

### ケニア
- トマス・アカレ
- グギ・ワ・ジオンゴ

### コートジボワール
- アマドゥ・クルマ

### コンゴ共和国
- ソニー・ラブ＝タンシ

### セネガル
- レオポール・セダール・サンゴール
- センベーヌ・ウスマン

### ナイジェリア
- ウォーレ・ショインカ
- エイモス・チュツオーラ
- チヌア・アチェベ
- チママンダ・ンゴズィ・アディーチェ
- ケン・サロ＝ウィワ

### ボツワナ
- ベッシー・ヘッド

### 南アフリカ共和国
- ジョン・クッツェー
- ナディン・ゴーディマー
- ダン・ジェイコブソン

### モザンビーク
- ミア・コウト

### リビア
- イブラヒーム・アル・コーニー

## オセアニア

### オーストラリア
- グレッグ・イーガン
- ハリー・ゴードン
- ガース・ニクス
- パトリック・ホワイト